# Emerge
emerge (výslovnost [iˈməːdž]) je nástroj pro příkazový řádek, který je jádrem systému balíčků jménem Portage v Gentoo Linuxu. Příkaz emerge má mnoho voleb a parametrů. Je napsán v programovacím jazyce Python. Emerge je nejdůležitější nástroj pro práci s Portage v příkazové řádce.
Program stáhne zdrojový kód zvolené aplikace (příp. aplikací či knihoven, na nichž program závisí). Stažené zdrojové kódy jsou následně zkompilovány. Kompilace se optimalizuje podle nastavení správce systému. Emerge provede kompilaci a instalaci aplikace v bezpečném odkladišti a až nakonec ji začlení do systému (přesune na místo určení a obnoví konfigurační soubory).
Přesný průběh instalace ovlivňuje nastavení „USE flag“. Podle nich se rozhoduje, které volitelné vlastnosti budou zkompilovány. Emerge může sloužit k instalaci binárních balíčků, což ovšem znemožňuje využít výhod optimalizace.
Některé z hlavních parametrů emerge jsou:
```
# emerge jméno-aplikace

```

Nainstaluje balíček jméno-aplikace včetně závislých balíčků.
```
# emerge --pretend jméno-aplikace
# emerge -p jméno-aplikace

```

Tyto dva zápisy mají identickou funkci; emerge vypíše seznam všech balíčků, které je nutno nainstalovat pro instalaci aplikace.
```
# emerge –-sync

```

Aktualizuje seznam balíčků.
Hlavní nevýhodou emerge je, že zatím automaticky neumí odinstalovat již nepotřebné závislosti po odinstalování aplikace. Avšak pomocí:
```
# emerge --depclean

```

mohou být odstraněny. Toto je potenciálně nebezpečná operace. Vždy nejprve spusťte emerge s parametrem -p a zkontrolujte seznam balíčku, které mají být odebrány. Nezapomeňte poté spustit revdep-rebuild (z balíčku gentoolkit, je nutné jej nejdříve nainstalovat). Ten překompiluje programy, které byly dynamicky linkovány oproti odinstalovaným balíčkům.
Jedním z nejužitečnějších příkazů je aktualizace všech balíčků v systému. Tu provedeme jednoduše příkazem
```
# emerge --update world

```

Parametr --deep (-D) vynutí i aktualizaci balíčků, které byly nainstalovány jako závislosti, změnu nastavení „USE flags“ pak promítnete do aktualizace užitím parametru --newuse (-N).